# Paul Hoyningen-Huene
Paul Hoyningen-Huene (* 31. Juli 1946 in Pfronten) ist ein deutscher Philosoph, der sich insbesondere mit Fragen der theoretischen Wissenschaftsphilosophie im Anschluss an Thomas S. Kuhn und Paul Feyerabend sowie mit Wissenschaftsethik befasst. Er war bis 2014 Inhaber des Lehrstuhls für Theoretische Philosophie, insbesondere Wissenschaftsphilosophie, an der Leibniz-Universität Hannover und Leiter des Center for Philosophy and Ethics of Science. Er lehrt seit 2015 Wirtschaftsphilosophie an der wirtschaftswissenschaftlichen Fakultät der Universität Zürich.

## Leben
Hoyningen-Huene studierte Physik und Philosophie an der Ludwig-Maximilians-Universität München, dem Imperial College of Science and Technology, London, und an der Universität Zürich. Sein Diplom in theoretischer Physik erwarb er 1971 an der Universität München. Die Promotion in theoretischer Physik erfolgte 1975 an der Universität Zürich, während er Assistent am Institut für Theoretische Physik der Universität Zürich (1972–1976 bei Armin Thellung) war. Er war von 1975 bis 1980 als Assistent am Philosophischen Seminar der Universität Zürich bei Hermann Lübbe tätig. Im Zeitraum 1976–1995 nahm er verschiedene Aufgaben als Lehrbeauftragter für Philosophie an der Universität Zürich innerhalb der Fächer Philosophie, Soziologie, Biologie, Geschichte, Umweltlehre und Psychologie wahr. Von 1980 bis 1998 folgten Lehraufträge für Philosophie der Wissenschaft an der Universität Bern. Zugleich war er von 1980 bis 1982 freier Mitarbeiter beim Fernsehen DRS für die Sendereihe „Menschen, Technik, Wissenschaft“. Von 1984 bis 1985 war er Gastwissenschaftler am Massachusetts Institute of Technology am Institut für Linguistik und Philosophie bei Thomas S. Kuhn. Von 1987 bis 1988 war Hoyningen-Huene Senior Visiting Fellow am Center for Philosophy of Science der University of Pittsburgh. 1988 erfolgte die Habilitation für Philosophie der Wissenschaften mit einer Arbeit zur Wissenschaftsphilosophie Kuhns an der ETH Zürich. Von 1988 bis 1996 war er Privatdozent an der ETH Zürich für das Lehrgebiet Philosophie der Wissenschaften und von 1989 bis 1990 Oberassistent an der Abteilung für Umweltnaturwissenschaften der ETH Zürich, wo er für die Vernetzung der naturwissenschaftlichen Aspekte der Umweltproblematik mit ihren sozial- und geisteswissenschaftlichen Aspekten verantwortlich war („Geistes- und sozialwissenschaftliches Umweltseminar“). Von 1990 bis 1997 hatte er eine Stelle als Professor (C3) an der Universität Konstanz für Grundlagentheorie und Geschichte der Wissenschaften, insbesondere der exakten Wissenschaften.
1997 folgte Hoyningen-Huene einem Ruf auf eine C4-Professur als Gründungsdirektor der Zentralen Einrichtung für Wissenschaftstheorie und Wissenschaftsethik (ZEWW) an die Universität Hannover. Des Weiteren übte er Gastdozenturen und Vertretungen in der Schweiz (1980; 1987; 2010; 2012), Jugoslawien (1989; 1990), Dänemark (1995; 2000) und Norwegen (1999) aus. 2001 wurde er zum Mitglied der Deutschen Akademie der Naturforscher Leopoldina gewählt.
Im April 2010 wurde das Institut für Philosophie der Leibniz-Universität Hannover unter der Leitung von Hoyningen-Huene neu gegründet und die ZEWW als Untereinheit Center for Philosophy and Ethics of Science in das Institut integriert. Die Forschung des Instituts ist primär auf Themen der theoretischen und praktischen Wissenschaftsphilosophie ausgerichtet.
Hoyningen-Huene hat Beziehungen in den Fernen Osten aufgebaut. Im März 2009 hielt er Vorträge an der Nationaluniversität Taiwan und der Soochow-Universität in Taipeh. Er veranstaltet zusammen mit Sumei Cheng (Akademie der Sozialwissenschaften Shanghai) und anderen deutschen Partnern das jährlich stattfindende „Sino-German Symposium in the Philosophy of Science and Technology“ (2011 an der Leibniz-Universität Hannover, 2012 an der Shanghai Academy of Social Science, 2013 an der Shanghai University, 2014 an der Universität Bielefeld, 2015 an der Dalian University, 2017 an der TU Darmstadt). Mit Jen-Jeuq Yuann (Nationaluniversität Taiwan) veranstaltete er 2012 an der Nationaluniversität Taiwan in Taipeh die Konferenz „Incommensurability 50“.
Im September 2013 wurde Hoyningen-Huene in die Wissenschaftliche Kommission „Wissenschaftsethik“ der Leopoldina gewählt. Zum 30. September 2014 trat Hoyningen-Huene an der Leibniz Universität Hannover in den Ruhestand. Seitdem ist er Lehrbeauftragter an der Universität Zürich, vor allem am Department of Economics im Modul "Philosophy of Economics".

## Arbeitsschwerpunkte
Zentraler Arbeitsschwerpunkt von Hoyningen-Huene ist die allgemeine Wissenschaftsphilosophie. Er hat sich insbesondere mit Thomas S. Kuhns und Paul Feyerabends Wissenschaftsphilosophie und mit dem Thema Inkommensurabilität beschäftigt. Mit dem Buch „Die Wissenschaftsphilosophie Thomas S. Kuhns. Rekonstruktion und Grundlagenprobleme“ hat er eine einflussreiche neukantianische Interpretation Kuhns vorgelegt, die sich gegen irrationalistische Lesarten der Kuhnschen Wissenschaftsphilosophie wendet. Zudem hat Hoyningen-Huene zu Problemen des Reduktionismus, insbesondere in der Biologie, der Emergenz und an einer Theorie antireduktionistischer Argumente gearbeitet. Er hat sich mit einer Reihe weiterer Themen beschäftigt, z. B. der Mathematisierung der Wissenschaften, der Philosophie der Geographie, der Philosophie der Geschichtswissenschaften, der technischen Verwertbarkeit der Naturwissenschaften, der Sozialkognition von Primaten, der Philosophie Niels Bohrs, der Philosophie der Psychologie, mit Kants Prolegomena, der philosophischen Frage nach Vertrauen, der Philosophie des Fußballs und neuerdings der Philosophie der Wirtschaftswissenschaften. Sein Buch „Systematicity: The Nature of Science“ widmet sich der Frage nach der Natur der Wissenschaft (inkl. der Sozial- und Geisteswissenschaften) und entwickelt die These, dass die charakteristische Eigenschaft von Wissenschaft, die sie von anderen Wissensformen, z. B. vom Alltagswissen unterscheidet, ihr höherer Grad an Systematizität ist.
Im Bereich der Wissenschaftsethik beschäftigt sich Hoyningen-Huene mit dem Themenkomplex der Verantwortung von Wissenschaftlern und Ingenieuren.

## Schriften

### Bücher
- Die Mathematisierung der Wissenschaften (Hrsg., mit einer Einleitung), Artemis, Zürich 1983
- Wozu Wissenschaftsphilosophie? Positionen und Fragen zur gegenwärtigen Wissenschaftsphilosophie (Hrsg., zusammen mit Gertrude Hirsch, mit einer Einleitung), De Gruyter, Berlin 1988
- Die Wissenschaftsphilosophie Thomas S. Kuhns. Rekonstruktion und Grundlagenprobleme, Vieweg, Braunschweig 1989. Aufsatz über Kuhn online
- Reductionism and Systems Theory in the Life Sciences: Some Problems and Perspectives (Hrsg., zusammen mit F.M. Wuketits), Kluwer, Dordrecht 1989
- Reconstructing Scientific Revolutions: Thomas S. Kuhn's Philosophy of Science. Translated by Alexander T. Levine. With a Foreword by Thomas S. Kuhn. University of Chicago Press, Chicago 2. Auflage 1993. Google Books
- Paradigmen. Facetten einer Begriffskarriere (Salzburger Schriften zur Rechts-, Staats- und Sozialphilosophie, Band 17) (Hrsg., zus. mit M. Fischer, mit einer Einleitung), Peter Lang, Bern 1997
- Formale Logik. Eine philosophische Einführung. Reclam, Stuttgart 1998, ISBN 3-15-009692-8.
- Incommensurability and Related Matters. Boston Studies in the Philosophy of Science, vol. 216 (Hrsg., zusammen mit H. Sankey, mit einer Einleitung). Dordrecht: Kluwer, 2001
- Ethische Probleme in den Biowissenschaften (Hrsg., zus. mit M. Weber). Heidelberg: Synchron, 2001.
- Formal Logic. A philosophical approach Translated by Alexander T. Levine. Pittsburgh University Press 2004.
- Rethinking Scientific Change and Theory Comparison: Stabilities, Ruptures, Incommensurabilities. Boston Studies in the Philosophy of Science vol. 255 (Hrsg., zus. mit Léna Soler und Howard Sankey). Springer, 2008
- Der universale Leibniz: Denker, Forscher und Erfinder (Hrsg., zus. mit Thomas Reydon und Helmut Heit). Stuttgart: Franz Steiner Verlag 2009
- Systematicity: The Nature of Science. New York: Oxford University Press, 2013.[4]

### Ausgewählte Beiträge in Sammelbänden und Zeitschriften
- Zu Problemen des Reduktionismus der Biologie. In: Philosophia naturalis. 22, 2, 1985, S. 271–286.
- Context of Discovery and the Context of Justification. In: Studies in History and Philosophy of Science. Band 18, 1987, S. 501–515.
- Kuhn’s Conception of Incommensurability. In: Studies In History and Philosophy of Science Part A. 21, 3, 1990, S. 481–492.
- mit Hans Kummer und Verena Dasser: Exploring Primate Social Cognition: Some Critical Remarks. In: Behaviour. 112, 1 (2), 1990, S. 84–98.
- On the Way to a Theory of Antireductionist Arguments. In: Ansgar Beckermann, Hans Flohr, Jaegwon Kim (Hrsg.): Emergence or Reduction? Essays on the Prospects of Nonreductive Physicalism. De Gruyter, Berlin, 1992, S. 289–301.
- The Interrelations Between the Philosophy, History and Sociology of Science in Thomas Kuhn’s Theory of Scientific Development. In: The British Journal for the Philosophy of Science. 43, 4, 1992, S. 487–501.
- Zu Emergenz, Mikro- und Makro-determination./On Emergence, Micro-determination, and Macro-determination. In: Weyma Lübbe (Hrsg.): Kausalität und Zurechnung. De Gruyter, Berlin 1994, S. 165–195.
- mit Eric Oberheim und Hanne Andersen: On Incommensurability. In: Studies in History and Philosophy of Science Part A. 27, 1, 1996, S. 131–142.
- Paul Feyerabend und Thomas Kuhn. In: Journal for General Philosophy of Science. 33, 1, 2002, S. 61–83.
- mit Eric Oberheim: The Incommensurability of Scientific Theories. In: Edward N. Zalta (Hrsg.): The Stanford Encyclopedia of Philosophy. 2009 (Online).
- Why Is Football So Fascinating? In: Ted Richards (Hrsg.): Soccer and Philosophy: Beautiful Thoughts on the Beautiful Game. Open Court, Chicago 2010, S. 7–22.
- The Ultimate Argument against Convergent Realism and Structural Realism: The Impasse Objection. In: Vassilios Karakostas, Dennis Dieks (Hrsg.): EPSA 11 Perspectives and Foundational Problems in Philosophy of Science. Springer, Cham 2013.
- Erkenntnisfortschritt aus der Perspektive der Wissenschaftsphilosophie. In: Thomas Rucker (Hrsg.): Erkenntnisfortschritt (in) der Erziehungswissenschaft. Lernt die Disziplin? Klinkhardt, Bad Heilbrunn 2017.